# Piriqueta morongii
Piriqueta morongii är en passionsblomsväxtart som beskrevs av Robert Allen Rolfe. Piriqueta morongii ingår i släktet Piriqueta och familjen passionsblomsväxter. Inga underarter finns listade i Catalogue of Life.